# Закон Літлвуда
Закон Літлвуда стверджує, що людина може очікувати подій із шансом один на мільйон (називаних «дивом») із частотою приблизно один раз на місяць. Сформулював британський математик Джон Ідензор Літлвуд.

## Історія
Закон, який сформулював професор Кембриджського університету Джон Ідензор Літлвуд, опублікований 1986 року в збірці його робіт A Mathematician's Miscellany. Він, серед іншого, намагається розвінчати елемент передбачуваної надприродної феноменології та пов'язаний із загальнішим законом справді великих чисел, який стверджує, що за достатньо великого розміру вибірки будь-яка надзвичайна (з точки зору ймовірнісної моделі окремої вибірки) подія може статися.

## Опис
Літлвуд визначає диво як виняткову подію особливого значення, що відбувається з частотою один на мільйон. Він припускає, що протягом тих годин, коли людина не спить, вона бачить або чує одну «подію» на секунду, яка може бути як винятковою, так і не винятковою. Крім того, Літлвуд припускає, що людина перебуває напоготові близько восьми годин на день.
За цими припущеннями, людина за 35 днів переживе близько мільйона подій. Прийнявши це визначення дива, можна очікувати спостерігати, в середньому, одну чудесну подію на кожні 35 днів — і тому, здавалося б, чудесні події насправді є звичним явищем.